# Yūgen (Zeitschrift)
Yūgen, nach dem gleichnamigen japanischen Ästhetikbegriff, ist eine Zeitschrift für Dichtung und „für ein neues Bewußtsein in der Literatur und den Künsten“, sie erschien von 1958 bis 1962 in New York bei Troubadour Press. Sie wurde herausgegeben und verlegt von LeRoi Jones (später Amiri Baraka) und Hettie Jones, seiner ersten Ehefrau. Es gab acht Ausgaben.
Die Dichter der Beat Generation, Allen Ginsberg, William S. Burroughs, Gregory Corso, Gary Snyder, Philip Whalen, waren stark vertreten, in Nummer sechs hatte Jack Kerouacs Rimbaud Premiere, aber die Jones’ veröffentlichten auch Frank O’Hara, Kenneth Koch (New York School), wichtige Arbeiten von Charles Olson, dazu Robert Creeley, Joel Oppenheimer, Fielding Dawson (Black Mountain College) und Robin Blaser (San Francisco Renaissance).

## Nachweise
1. ↑  Die erste Nummer hatte den Namen und die Nummer der Zeitschrift, dazu ein missraten aussehendes Schriftzeichen, über einem Porträt und darunter das Motto a new consciousness in arts and letters auf dem Cover
2. ↑   Jed Birmingham: Yugen, Reality Studio (blog), 30. April 2006.